# ساحة عنتر
ساحة عنتر هي فلكة مرورية في جنوب حي الأعظمية في شمال بغداد، يتقاطع عندها شارع الإمام الأعظم جنوباً وشارع عمر بن عبد العزيز شمالاً وشارع عنتر (شارع المشاتل) شرقاً، وفي وسط الساحة تمثال للفارس عنتر بن شداد.